# Acanthaluteres vittiger
Acanthaluteres vittiger is een  straalvinnige vissensoort uit de familie van vijlvissen (Monacanthidae). De wetenschappelijke naam van de soort is voor het eerst geldig gepubliceerd in 1873 door Castelnau.